# 黄金荣
黃金榮（1868年12月14日—1953年6月20日），原名黄锦镛，江蘇蘇州人，祖籍浙江餘姚，旧上海青帮头子，1920、1930年代與杜月笙、張嘯林並稱「上海三大亨」，國民革命軍少將，上海人民间流传有「黃金榮愛錢，張嘯林善打，杜月笙會做人」的說法。黃金榮也是中國共產黨「鎮壓反革命」運動的著名自白人物。

## 生平

### 童年时期
黃金榮出生於蘇州。幼年生活在上海漕河涇，1884年在城隍廟萃華堂裱畫店當學徒。

### 上海法租界時期
1892年，考入上海法租界老北门麦兰巡捕房当探员。1917年破案立功而升至督察长。同时开设共舞台、日新池浴室、大观园浴室、荣记大舞台、大世界、黄金大戏院等牟利。他還創辦金榮小學，並且擔任民立中學以及肇和中學的校董。
1920年代，与杜月笙、张啸林合夥经营三鑫公司壟斷鸦片买卖。之后，组织人员形成较大的势力。一方面保护江浙财团和在上海的利益，得到了上海商业大佬的支持；另一方面保护一些政治人物，如孙中山、胡汉民、汪精卫等革命党人，后得到国民政府的纵容。另外，也在一定程度上保护江浙同乡，压制当时“江北人”在上海的势力。

### 退休
1925年，从巡捕房退休，在漕河泾祠堂建造花园（今桂林公园）。
1927年中国国民党清党前，同杜月笙、张啸林组织中华共进会，支持國民政府對付共產黨人，黃金榮亦擔任過陸海空軍總司令部顧問、國民政府軍事委員會少將參議和行政院參議。

### 抗戰時期
1937年抗日戰爭爆發後，黃金榮與杜月笙、張啸林等人曾支援淞滬會戰的國軍抗戰，上海淪陷後留在上海，假裝自己失智，拒絕為日本人效力。

### 中华人民共和国时期
1949年國共內戰上海戰役後，81岁的黄金荣選擇留在上海。中华人民共和国建立初期，中國共產黨根据在抗日的表現，讓黃金荣過了一段安逸的生活。1951年，共产党开展镇压反革命运动，5月20日，黄金荣在《文汇报》和《新闻报》上刊登《自白书》，表示「愿向人民坦白悔过」，要「洗清个人历史上的污点，重新做人」。他在大世界门口扫马路的照片也公开登报发表，引起轰动。1953年病逝于上海，享壽85歲。

## 家庭
- 林桂生，原配妻子
- 露兰春，第二任妻子
- 黄均培
- 李志清
- 黄源涛

## 影視媒體形象
- 1993年電影《歲月風雲之上海皇帝》及《上海皇帝之雄霸天下》，由鄭則仕主演黃全榮，影射黃金榮。
- 2013年電影《大上海》，由洪金寶飾演洪壽亭，影射黃金榮。
- 2015年電視廣播有限公司拍攝的電視劇《梟雄》，由湯鎮業飾演翟金棠，影射黃金榮。
- 2021年電影《1921》，由倪大红飾演黃金榮。

## 相關書籍
- 藤木稟（著）《上海幻夜 七色の万華鏡篇》， 德間書店
- 沈寂（著） 《上海の顔役たち》， 德間書店

### 其他來源
- 青幫大頭目黃金榮；蔣介石下跪拜師，晚年認罪掃地（页面存档备份，存于）
- 《黄金荣自白书》

## 延伸阅读
[在维基数据编辑]
 《海上名人傳·黃錦鏞》，出自《海上名人傳》
 在维基共享资源阅览影像